# Хасанов, Гали-Ахмед Вали-Мухамедович
Гали-Ахмед Вали-Мухамедович Хасанов (Галиахмет Мухаметович Хасанов, баш. Ғәлиәхмәт Вәлмөхәммәт улы Хәсәнов, 1894—?) — участник Башкирского национального движения, государственный деятель Башкирской АССР.

## Биография
Хасанов Гали-Ахмед Вали-Мухамедович родился в деревне Тляумбетово Оренбургского уезда Оренбургской губернии (ныне Кугарчинского района Башкортостана). Окончил 2-х классное русско-башкирское училище д. Саиткулово.
В 1915 году окончил Красноуфимское училище Красноуфимского уезда Пермской губернии.
В 1917 году вошёл в партию РСДРП(б).
В 1917 году принимал участие в Всебашкирских курултаях (съездах).
С августа 1917 года заведовал отделом статистики, а с декабря — отделом финансов Башкирского центрального шуро.
С июля 1918 года являлся членом Оренбургского военного отдела, был исполняющим обязанностями заведующего финансовым отделом Башкирского правительства.
В 1919 году окончил Коммунистический университет имени Я. М. Свердлова.
С марта по июнь 1919 года являлся народным комиссаром продовольствия, а с 1920 года — земледелия при Башревкоме АБСР. Был избран членом Башкирского центрального исполнительного комитета.
В 1930‑е гг. являлся заместителем директора предприятия «Башкоопмолпром».
15 декабря 1937 года Хасанов Гали-Ахмед Вали-Мухамедович был арестован по статьям 58-7, 58-8 и 58-11. Приговорён к лишению свободы на 5 лет.
10 июня 1957 года был реабилитирован.